# Souroubea crassipes
Souroubea crassipes là một loài thực vật có hoa trong họ Marcgraviaceae. Loài này được (Triana & Planch.) Wittm. miêu tả khoa học đầu tiên năm 1878.